# Elongatopothyne basirufipennis
Elongatopothyne basirufipennis är en skalbaggsart som beskrevs av Stefan von Breuning 1963. Elongatopothyne basirufipennis ingår i släktet Elongatopothyne och familjen långhorningar.
Artens utbredningsområde är Laos. Inga underarter finns listade i Catalogue of Life.